# Lesná (Třebíč)
Lesná é uma comuna checa localizada na região de Vysočina, distrito de Třebíč.